# Adonisea pallicincta
Adonisea pallicincta là một loài bướm đêm trong họ Noctuidae.